# 構成
構成（こうせい、英：Composition、コンポジション）とは、目的に従って小さなものを組み合わせ、まとまった大きなものを作ることである。
なお、ある目的に従って構成された組織のメンバーを構成員という。本項には哲学と美学における構成の概念を解説するがこの他にも音楽の作曲をさして構成という場合もある。(コンポーズ)

## 哲学における構成
哲学において構成とは主に概念操作により認識対象を組み立てる事である。また、そうしてできた対象も構成と言うことがある。絶対的観念論では絶対者からの自然および歴史の構成が、相対的観念論では、感覚要素から知識対象への構成が説かれている。

## 美学における構成
美学において構成とは作者がイメージに基づいて平面、立体、空間などの美的表現要素を組み立て一つの作品を作る事をさす。構成主義においてとくに重視される。
- 作品の中の芸術の要素の構成（視覚芸術） 、計画、配置または配置
- コンポジションドール ：ウッドベースの複合材料で作られた人形
- 特に額縁用の装飾成形品を形成するために使用される組成物装飾品または「コンポ」、成形樹脂混合物
- 活版印刷およびその他の凸版印刷用のブレイヤおよびインキングローラに使用される、糊のりおよび糖蜜からキャストされたコンポジションローラ
- 組成の研究 、書き込み命令の専門分野
- ダンスの構成 、振付の練習と指導
- デジタル合成 、ビデオをデジタルでつなぎ合わせる練習

## 音楽
- 作曲
- Composition- アニタ・ベイカーによるアルバム。1990年発表。

## コンピュータサイエンス
- 合成ウィンドウマネージャウィンドウ - その境界線を描画するコンピュータのグラフィカルユーザインタフェースのコンポーネント
- 構成管理
- オブジェクト合成 - 単純なデータ型をより複雑なデータ型に結合すること。

## 歴史
- アウスグライヒ（1867年）

## その他
- 構成素
- 構成要件
- 構成国
- 構成主義
- 脚本（シリーズ構成、構成作家）

## 参考資料
- 哲学事典（平凡社、ISBN 978-4-582-10001-3）